# Stone Sour (album)
A Stone Sour az amerikai Stone Sour 2002-es első albuma.
Miután a Slipknot 2002-ben gyakorlatilag darabokra hullott, minden tagnak maradt ideje a saját dolgaival foglalkozni. Corey Taylor és James Root visszatért az egykori des moines-i zenekarába, hogy végre kiadjanak egy igényes, normális kiadó által elfogadott lemezt. A zenekar erősen mellékzenekarként lett lebélyegezve, mégis mind Corey, mind Jim legalább ugyanannyi energiát fektettek ebbe a zenekarba is, mint a Slipknotba, mutatva ezzel is hogy ez nem csak egy hétvégi zenekar. Az album anyaga a SlipKnoThoz hasonlítva erősen az Iowa és a Vol. 3 (The Subliminal Verses) között van. Kevesebb rajta az agresszió, mégis Corey hörgős témái a SlipKnoT Iowa-s időszakát idézik, például a Get Inside-ban. Az albumon szerepel a mára már klasszikussá vált, és sok SlipKnoT rajongó által is elismert Bother, mely jól kifejezi, hogy Corey Taylor nem csak egy „dühöngő őrült”, mint ahogy azt sokan gondolhatják a SlipKnoTban hallott teljesítménye alapján.
A lemez Special Edition változata tartalmaz 5 újabb dalt, valamint egy bónusz DVD-t, amelyen megtalálható a három kislemezes dal (Bother, Get Inside, Inhale) klipje.

## Számcímek
1. Get Inside
2. Orchids
3. Cold Reader
4. Blotter
5. Choose
6. Monolith
7. Inhale
8. Bother
9. Blue Study
10. Take A Number
11. Idle Hands
12. Tumult
13. Omega

## Special Edition
1. lemez
1. Get Inside
2. Orchids
3. Cold Reader
4. Blotter
5. Choose
6. Monolith
7. Inhale
8. Bother
9. Blue Study
10. Take A Number
11. Idle Hands
12. Tumult
13. Omega
14. Rules of Evidence
15. The Wicked
16. Inside the Cynic
17. Kill Everybody
18. Road Hogs

2. lemez (DVD)
1. Bother (Video)
2. Get Inside (Video)
3. Inhale (Video)

## Külső hivatkozások
- A zenekar hivatalos weboldala